# چاتری سیتیودتونگ
چاتری سیتیودتونگ (تایلندی: ชาตรี ตรีศิริพิศาล؛ زادهٔ ۱ ژانویهٔ ۱۹۷۱) ورزشکار هنرهای رزمی ترکیبی، کارآفرین و مدیر اجرایی اهل تایلند است.